# Ausflag
Ausflag és una organització sense ànim de lucre creada amb la finalitat de promoure una nova bandera nacional per Austràlia.
Fou creada el 1981 per Harold Scruby entre d'altres, que des de llavors ha treballat per fomentar el debat sobre un nou disseny de bandera nacional. Entre els destacats australians que han participat en la direcció d’Ausflag s'hi troba Nicholas Whitlam, Phillip Adams, Cathy Freeman, Malcolm Turnbull, Janet Holmes à Court i Nick Greiner. L'ex president del Moviment Republicà Australià, Malcolm Turnbull, va deixar el consell d'Ausflag el 1994 després de demanar-li la dimissió i el 2004 es va unir a l'Associació Australiana de Bandera Nacional (ANFA).
L'organització va estar afiliada a Change the NZFlag, un grup que va promoure un redisseny de la bandera de Nova Zelanda i que es dissolgué el gener de 2018.

## Campanyes
Ausflag ha promogut diverses competicions de disseny per trobar una nova bandera: el 1986 abans del bicentenari; el 1993 després que Sydney guanyés el dret d’organitzar els Jocs Olímpics del 2000; i el 1998 abans del nou mil·lenni.
El gener de 2011, l'organització va redactar una declaració de suport a una nova bandera, la qual ha estat signada per més d'una dotzena d'Australians de l'Any, entre els quals Patrick McGorry, Ian Kiernan, Ian Frazer, Gustav Nossal, Tim Flannery i les nadadores olímpiques Dawn Fraser i Shane Gould.
El Dia d'Austràlia de 2013, Ausflag va llançar un setè disseny de banderes, un concepte per a una bandera esportiva australiana. Fins ara cap dels dissenys de banderes promoguts per l'organització ha aconseguit l'ús habitual.